# ان‌جی‌سی ۷۱۳۰
ان‌جی‌سی ۷۱۳۰ (به انگلیسی: NGC 7130) کهکشان مارپیچی است که در صورت فلکی Piscis Austrinus واقع شده‌است. در فاصله تقریبی ۲۲۰ میلیون سال نوری از زمین واقع شده‌است، که با توجه به ابعاد ظاهری آن، به معنای آن است که NGC ۷۱۳۰ حدود ۱۰۰۰۰ سال نوری عرض دارد.